# Robert MacArthur
Robert Helmer MacArthur (né le 7 avril 1930 à Toronto (Ontario), mort le 1er novembre 1972) fut un mathématicien et écologue américain.
Mathématicien de formation, il était professeur de biologie à l'université de Princeton.
MacArthur a été successivement professeur de mathématiques appliquées à l'université de Pennsylvanie (1958–65) et professeur de biologie mathématique à l'université de Princeton (1965-72). Il a dégagé les principes de la différenciation de niche. Son essai Theory of Island Biogeography (1967), écrit en collaboration avec Edward O. Wilson, a renouvelé la biogéographie, l'équilibre dynamique des populations insulaires et le concept de communauté biotique, et a ouvert la voie à l'écologie du paysage. Par l'emploi systématique des tests d'hypothèse, il a tiré l'écologie de l'étape simplement descriptive pour en faire une véritable science expérimentale, et permettre l'émergence de l'écologie théorique,,.

## Publications
- Robert H. MacArthur & Edward O. Wilson, "An equilibrium theory of insular zoogeography", Evolution, Vol. 17, No.4, 1963, p. 373-387.
- Robert H. MacArthur & Edward O. Wilson, The Theory of Island Biogeography, Princeton University Press, Princeton (New Jersey), 1967, 203 p.  (ISBN 0-691-08049-6)